# Kuria
Kuria è un atollo formato da una coppia di isole nel nord dell'arcipelago delle Isole Gilbert nell'Oceano Pacifico. Fa parte della Repubblica di Kiribati.
È situato a nord-ovest di Aranuka. Le due isole, Buariki e Oneeke, sono separate da un canale di 20 metri ed è attraversato da un ponte di collegamento stradale. Le isole sono circondate da barriera corallina, più ampia sul lato orientale.